# Cheirolophus sempervirens
Cheirolophus sempervirens là một loài thực vật có hoa trong họ Cúc. Loài này được (L.) Pomel mô tả khoa học đầu tiên năm 1874.